# Katsuya Matsumura

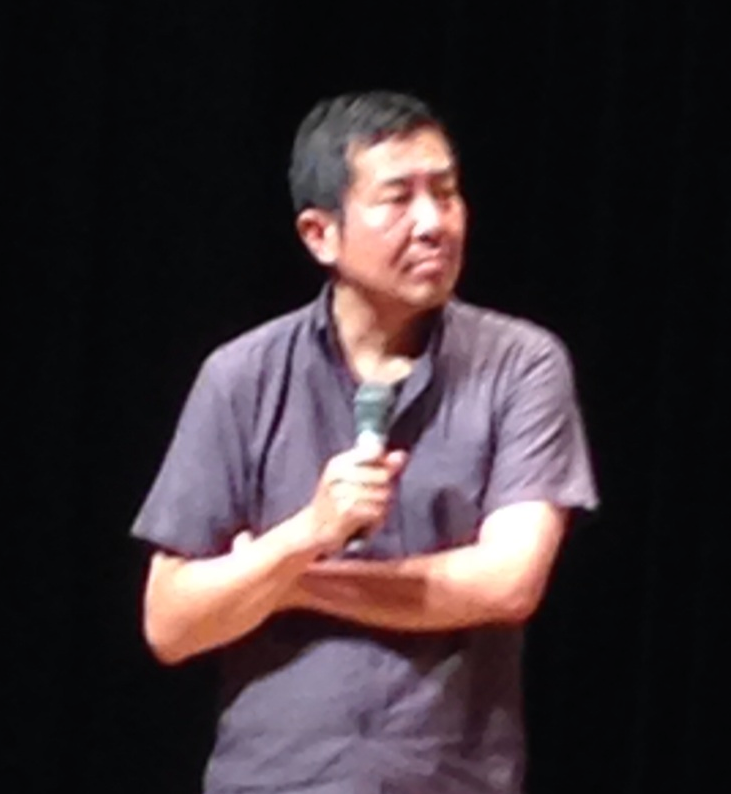
Katsuya Matsumura

Katsuya Matsumura (japanisch 松村 克弥 Matsumura Katsuya; * 1963 in Tokio) ist ein japanischer Filmregisseur und Drehbuchautor. er ist besonders bekannt für seine Filmreihe All Night Long.

## Leben
Matsumura wurde in Tokio geboren. Nach seinem Schulabschluss arbeitete er in der Filmindustrie, wo er zunächst Dokumentarfilme drehte. Mit einem Film über die Umweltverschmutzung in der Region Doroku gewann er 1988 die Kategorie Kurzfilm beim Mainichi-Filmpreis.
Ab 1991 begann er Spielfilme zu drehen. Dabei spezialisierte er sich auf die sogenannten CAT-III-Filme, also Filme, die die höchste Alterseinstufung in Japan erhielten. Diese zeichnen sich durch einen hohen Anteil von Gewalt und/oder Sex aus. Sein erster Beitrag zu dieser Kategorie Filme war All Night Long (1992), der kaum ein Tabu ausließ. 1995 widmete er sich dem Mordfall Junko Furuta und drehte den Film Concrete-Encased High School Girl Murder Case.
1995 und 1996 setzte er die All Night Long-Serie mit All Night Long 2 und All Night Long 3 fort. Der dritte Teil sollte die als Trilogie geplante Reihe beenden, jedoch erschienen 2002 und 2003 zwei weitere Teile. Mit Ki-re-i? widmete er sich 2004 dem Transformations-Horrorfilm. Die Literaturverfilmung basiert auf einem Werk von Kei Yuikawa, der von Schönheitswahn und Körperkult handelt.
2008 erschien der erotische Psychothriller Dāku rabu: Rape, eine Mangaverfilmung aus der Manga-Serie Rape. 2009 folgte mit All Night Long 6 der bisherige Schlusspunkt der Reihe. Dieser wurde von Takashi Shimizu produziert, der für die Ju-on-Filmreihe verantwortlich zeichnet, und enthielt Effekte von Yoshuhiro Nishimura (Tokyo Gore Police).
2013 folgte Tenshin und 2015 Ohka: Saigo no tokkô.

## Filmografie
- 1992: All Night Long (オールナイトロング, Ooru naito rongu)
- 1995: Concrete-Encased High School Girl Murder Case (女子高生コンクリート詰め殺人事件, Joshikōsei konkurīto-zume satsujin-jiken)
- 1995: All Night Long 2 (オールナイトロング２, Ooru naito rongu 2)
- 1996: All Night Long 3 (オールナイトロング３　最終章, Ooru naito rongu 3: Saishū-shō)
- 2002: All Night Long R (オールナイトロングＲ, Ooru naito rongu R)
- 2003: All Night Long O (オールナイトロング　イニシャルＯ, Ooru naito rongu: Inisharu O)
- 2004: Ki-re-i? (き・れ・い？)
- 2008: Dark Love: Rape (ダーク・ラブ～Rape～, Dāku rabu: Rape)
- 2009: All Night Long 6 (ALL NIGHT LONG　-誰でもよかった-, ALL NIGHT LONG: Daredemo yokatta)
- 2013: Tenshin (天心)
- 2015: Ohka: Saigo no tokkô